# David Denman
David Denman (New York, 25 luglio 1973) è un attore e musicista statunitense.

## Carriera
Attore versatile, per lo più caratterista, si è diplomato alla Juilliard Drama Division, Group 26 di New York City. Ha iniziato con E.R. - Medici in prima linea, seguito poi da Chicago Hope, poi da Jarod il camaleonte e da X-Files. Nel 2002 è nel cast di Crossing Jordan con svariati ruoli, poi l'incontro con David Boreanaz lo porta in due serie televisive di successo Angel (dal 2001 al 2003) e recentemente in Bones.
Al cinema ha preso parte ai film Big Fish - Le storie di una vita incredibile, Chiamata da uno sconosciuto e The Nines. Tra il 2005 e il 2007 ha partecipato alla serie TV The Office nel ruolo di Roy Anderson. Nel 2008 prende parte ai film Smart People, Ombre dal passato e Fanboys. Nel 2016 è fra i protagonisti di 13 Hours: The Secret Soldiers of Benghazi.
Si è sposato due volte: prima dal 2001 al 2010 con l'attrice Nikki Boyer e dal 2014 con Mercedes Masohn, attrice di Fear the Walking Dead.

## Filmografia parziale

### Cinema
- Le riserve (The Replacements), regia di Howard Deutch (2000)
- Big Fish - Le storie di una vita incredibile (Big Fish), regia di Tim Burton (2003)
- Chiamata da uno sconosciuto (When a Stranger Calls), regia di Simon West (2006)
- The Nines, regia di John August (2007)
- Ombre dal passato (Shutter), regia di Masayuki Ochiai (2008)
- Fanboys, regia di Kyle Newman (2009)
- Fair Game - Caccia alla spia (Fair Game), regia di Doug Liman (2010)
- Jobs, regia di Joshua Michael Stern (2013)
- After Earth, regia di M. Night Shyamalan (2013)
- Men, Women & Children, regia di Jason Reitman (2014)
- Regali da uno sconosciuto - The Gift (The Gift), regia di Joel Edgerton (2015)
- 13 Hours: The Secret Soldiers of Benghazi, regia di Michael Bay (2016)
- Power Rangers, regia di Dean Israelite (2017)
- La truffa dei Logan (Logan Lucky), regia di Steven Soderbergh (2017)
- L'angelo del male - Brightburn (Brightburn), regia di David Yarovesky (2019)
- Greenland, regia di Ric Roman Waugh  (2020)
- Emancipation - Oltre la libertà (Emancipation), regia di Antoine Fuqua (2022)
- The Equalizer 3 - Senza tregua (The Equalizer 3), regia di Antoine Fuqua (2023)
- Rebel Ridge, regia di Jeremy Saulnier (2024)

### Televisione
- E.R. - Medici in prima linea (ER) – serie TV, episodio 4x04 (1997)
- Chicago Hope – serie TV, episodio 4x10 (1997)
- Jarod il camaleonte (The Pretender) – serie TV, episodio 2x17 (1998)
- X-Files (The X-Files) – serie TV, episodio 6x21 (1999)
- CSI: Miami – serie TV, episodio 1x04 (2002)
- Angel – serie TV, 4 episodi (2001-2003)
- Senza traccia (Without a Trace) – serie TV, episodio 2x20 (2004)
- Grey's Anatomy – serie TV, episodio 4x06 (2007)
- Drop Dead Diva – serie TV, 8 episodi (2009-2010)
- The Office – serie TV, 30 episodi (2005-2011)
- Traffic Light – serie TV, 13 episodi (2011)
- Person of Interest – serie TV, episodio 2x06 (2012)
- Parenthood – serie TV, 11 episodi (2013-2014)
- Le regole del delitto perfetto (How to Get Away with Murder) – serie TV, episodio 1x03 (2014)
- Due uomini e mezzo (Two and a Half Men) – serie TV, episodio 12x11  (2015)
- Mad Men – serie TV, episodio 7x13 (2015)
- Outcast – serie TV, 11 episodi (2016-2017)
- Dolly Parton: Le corde del cuore (Dolly Parton's Heartstrings) – serie TV, episodio 1x07 (2019)
- Omicidio a Easttown (Mare of Easttown) – miniserie TV, 6 puntate (2021)
- The Serpent Queen – serie TV, episodi 1x04-1x05 (2022)
- Eric – miniserie TV (2024)

## Doppiatori italiani
Nelle versioni in italiano delle opere in cui ha recitato, David Denman è stato doppiato da:
- Massimo Bitossi in Person of Interest, Jobs, Due uomini e mezzo, Outcast, L'angelo del male - Brightburn, La truffa dei Logan, The Equalizer 3 - Senza tregua
- Stefano Alessandroni in Mad Men, Greenland, The Recruit
- Alberto Angrisano in Angel, Traffic Light
- Francesco Prando in Chiamata da uno sconosciuto, Power Rangers
- Riccardo Niseem Onorato in X-Files
- Riccardo Rossi in CSI: Miami
- Paolo Gasparini in Out Cold
- Simone Mori in Big Fish - Le storie di una vita incredibile
- Alberto Caneva in The Office
- Pasquale Anselmo in Close to Home - Giustizia ad ogni costo
- Maurizio Fiorentini in Grey's Anatomy
- Vittorio De Angelis in Ombre dal passato
- Marco Benvenuto in In Plain Sight - Protezione testimoni
- Oreste Baldini in Drop Dead Diva
- Christian Iansante in Fair Game - Caccia alla spia
- Stefano Thermes in 13 Hours: The Secret Soldiers of Benghazi
- Stefano Mondini in Dolly Parton - Le corde del cuore
- Alessandro Quarta in Omicidio a Easttown
- Massimiliano Plinio in The Serpent Queen
- Edoardo Nordio in Bosch: L'eredità
- Alessandro Budroni in Rebel Ridge
- Massimo De Ambrosis in Eric